# Liste von Kliniken für Kinder- und Jugendpsychiatrie in Niedersachsen
Dieser Artikel behandelt Kliniken für Kinder- und Jugendpsychiatrie, -psychotherapie und -psychosomatik. Zusätzlich werden auch Suchtkliniken bzw. Entwöhnungskliniken aufgeführt. Die einzelnen Kliniken können bestimmte Schwerpunkte haben.
Es gibt 5 Arten der Behandlung:
- ambulant: psychiatrische Institutsambulanz
- teilstationär: psychiatrische Tagesklinik
- vollstationäre Psychotherapie
- Akutversorgung: Krisenintervention
- StäB: stationsäquivalente Behandlung

| Name                                                                                | Ort                          | Arten der Behandlung                                                          | Platzanzahl | Zuständigkeit | weitere Notizen |
| ----------------------------------------------------------------------------------- | ---------------------------- | ----------------------------------------------------------------------------- | --- | --- | --- |
| Agaplesion Diakonieklinikum Rotenburg                                               | Unterstedt bei Rotenburg (W) | ambulant, teilstationär, vollstationäre Psychotherapie, Akutpsychiatrie, StäB | teilstationär: 1× 12 Plätze, 1× 13 Plätze vollstationär: 12 Plätze Krisenintervention: 13 Plätze StäB: 5 Plätze | ambulant: OHZ, ROW, VER, überregional möglich teilstationär: OHZ, ROW, VER, angrenzende Landkreise mit Zustimmung der KK vollstationär: ausschließlich OHZ, ROW, VER | |
| AWO Psychiatriezentrum                                                              | Königslutter                 | ambulant, vollstationäre Psychotherapie, Akutpsychiatrie                      | | Landkreise HE, GF, WF und PE, kreisfreie Städte BS und WOB | |
| Tageskliniken für Kinder und Jugendliche in Wolfsburg vom AWO Psychiatriezentrum    | Wolfsburg                    | ambulant, teilstationär                                                       | teilstationär: 10 Plätze                                                                                        | Landkreise HE, GF, WF und PE, kreisfreie Städte BS und WOB | Außenstelle AWO Psychiatriezentrum Königslutter |
| Tageskliniken für Kinder und Jugendliche in Braunschweig vom AWO Psychiatriezentrum | Braunschweig                 | ambulant, teilstationär                                                       | teilstationär: mindestens 14 Plätze                                                                             | Landkreise HE, GF, WF und PE, kreisfreie Städte BS und WOB | Außenstelle AWO Psychiatriezentrum Königslutter |
| AMEOS Klinikum Hildesheim                                                           | Hildesheim                   | ambulant, teilstationär, vollstationäre Psychotherapie, Akutpsychiatrie       | teilstationär: 16 Plätze vollstationär: insgesamt 82 Plätze Krisenintervention: 32 Plätze auf 3 Stationen       | Landkreise HI, HM, CE, SZ, GS, NOM sowie Teile der Region Hannover                                                                                                   | |
| AMEOS Klinikum Goslar                                                               | Goslar                       | ambulant, teilstationär                                                       | teilstationär: 14 Plätze                                                                                        | Landkreise HI, HM, CE, SZ, GS, NOM sowie Teile der Region Hannover                                                                                                   | Außenstelle AMEOS Klinikum Hildesheim |
| AMEOS Klinikum Hameln                                                               | Hameln                       | ambulant, teilstationär                                                       | teilstationär: 14 bis 18 Plätze                                                                                 | Landkreise HI, HM, CE, SZ, GS, NOM sowie Teile der Region Hannover                                                                                                   | Außenstelle AMEOS Klinikum Hildesheim |
| KRH Psychiatrie Wunstorf                                                            | Wunstorf                     | ambulant, teilstationär, vollstationäre Psychotherapie                        | teilstationär: 2× 9 Plätze vollstationär: 4× 9 bis 10 Plätze                                                    | Landkreisen NI, SHG und Teilen der nordwestlichen Region Hannover (Wunstorf, Neustadt, Garbsen, Seelze, Barsinghausen, Gehrden, Ronnenberg und Wedemark)             | keine offizielle Akutstation vorhanden, aber die Aufnahmestation kann bei Bedarf abgeschlossen werden.                                                      |
| Psychiatrische Klinik Lüneburg                                                      | Lüneburg                     | ambulant, teilstationär, vollstationäre Psychotherapie, Akutpsychiatrie, StäB | teilstationär: 15 Plätze vollstationär: insgesamt 67 Plätze Krisenintervention: 9 Plätze                        | Hansestadt Lüneburg und die Landkreise LG, WL, STD, HK, UE und DAN                                                                                                   | StäB nur für AOK-Versicherte und im Einzugsgebiet, höchstens 30 Minuten Fahrtzeit von der Klinik entfernt weitere PIA-K in Dannenberg und Buchholz i. d. N. |
| Kinder- und jugendpsychiatrische Tagesklinik Stade                                  | Stade                        | ambulant, teilstationär                                                       | teilstationär: 12 Plätze                                                                                        | Hansestadt Lüneburg und die Landkreise LG, WL, STD, HK, UE und DAN                                                                                                   | Außenstelle Psychiatrische Klinik Lüneburg |
| Kinder- und jugendpsychiatrische Tagesklinik Uelzen                                 | Uelzen                       | ambulant, teilstationär                                                       | | Hansestadt Lüneburg und die Landkreise LG, WL, STD, HK, UE und DAN                                                                                                   | Außenstelle Psychiatrische Klinik Lüneburg |
| Kinder- und jugendpsychiatrische Tagesklinik Soltau                                 | Soltau                       | ambulant, teilstationär                                                       | teilstationär: 12 Plätze                                                                                        | Hansestadt Lüneburg und die Landkreise LG, WL, STD, HK, UE und DAN                                                                                                   | Außenstelle Psychiatrische Klinik Lüneburg |
| Asklepios Fachklinikum Tiefenbrunn                                                  | Rosdorf                      | ambulant, vollstationäre Psychotherapie                                       | vollstationär: 2× 7 Plätze und 2× 11 Plätze                                                                     | | keine Akutstation vorhanden |
| Universitätsmedizin Göttingen                                                       | Göttingen                    | ambulant, teilstationär, vollstationäre Psychotherapie, Akutpsychiatrie       | teilstationär: 2× 10 Plätze vollstationär: 1× 9 Plätze und 1× 10 Plätze Krisenintervention: 10 Plätze           | GÖ - Stadt und Landkreis, NOM -Stadt und Teile des Landkreises (Gemeinden Hardegsen, Moringen, Nörten-Hardenberg und Katlenburg)                                     | Erbau einer weiteren Tagesklinik für 16 J. bis 24 J. sollte im 1. Quartal 2025 abgeschlossen sein                                                           |
| Clemens-August-Klinik                                                               | Neuenkirchen-Vörden          | ambulant, teilstationär, vollstationäre Psychotherapie                        | | | |
| MediClin Seepark Klinik                                                             | Bad Bodenteich               | ambulant (ab 16 Jahre), vollstationäre Psychotherapie, Akutpsychosomatik      | | | Schwerpunkt (akute) Essstörungen ausschließlich Psychosomatische Medizin und Psychotherapie                                                                 |
| Kinderhospitals Osnabrück                                                           | Osnabrück                    | ambulant, teilstationär, vollstationäre Psychotherapie                        | teilstationär: 12 Plätze vollstationär: 2× 12 Plätze, 1× 13 Plätze Krisenintervention: 11 Plätze                | OS - Stadt und Landkreis, Landkreis DH | |
| Kinder- und Jugendpsychiatrie Twistringen                                           | Twistringen                  | ambulant, teilstationär                                                       | teilstationär: 14 Plätze                                                                                        | | Außenstelle Kinderhospital Osnabrück |
| Marien Hospital Papenburg Aschendorf                                                | Papenburg                    | ambulant, teilstationär, vollstationäre Psychotherapie, Akutpsychiatrie       | teilstationär: insgesamt* 27 vollstationär: 4× 14 Plätze Krisenintervention: bis zu 12 Plätze                   | Emsland, Ostfriesland, Grafschaft Bentheim und Stadt Emden sowie die Nordsee-Inseln                                                                                  | eigene Station für Psychosomatik |
| Ambulanz & Tagesklinik Leer                                                         | Leer                         | ambulant, teilstationär                                                       | teilstationär: insgesamt* 27 (zusammen mit Hauptstelle Aschendorf)                                              | Emsland, Ostfriesland, Grafschaft Bentheim und Stadt Emden sowie die Nordsee-Inseln                                                                                  | Außenstelle Marien Hospital Papenburg Aschendorf |
| Klinikum Oldenburg                                                                  | Oldenburg                    | ambulant, teilstationär, vollstationäre Psychotherapie                        | teilstationär: 18 Plätze vollstationär: 2× 12 Plätze Krisenintervention: 8 Plätze                               | | |
| Albert-Schweitzer-Therapeutikum                                                     | Holzminden                   | ambulant, teilstationär vollstationäre Psychotherapie, Akutpsychiatrie        | teilstationär: 13 Plätze vollstationär: 2× 12 Plätze                                                            | Krisenintervention: Landkreis HOL und Teile des Landkreises NOM | behandelt alles außer Sucht Psychotherapie- station zugleich auch Akutstation                                                                               |
| Euregio-Klinik                                                                      | Nordhorn                     | ambulant, teilstationär                                                       | teilstationär: 15 Plätze                                                                                        | | |
| Wichernstift                                                                        | Ganderkesee                  | ambulant, teilstationär, vollstationäre Psychotherapie, Akutpsychiatrie       | teilstationär: 9 bis 10 Plätze vollstationär: 5× 9 bis 10 Plätze                                                | Krisenintervention: Städte DEL, CUX und Landkreise CUX, OL, BRA, | |
| Wichernstift Tagesklinik Brake                                                      | Brake                        | ambulant, teilstationär                                                       | teilstationär: 9 bis 10 Plätze                                                                                  | Landkreis BRA | Außenstelle Wichernstift |
| Wichernstift Tagesklinik Cuxhaven                                                   | Cuxhaven                     | ambulant, teilstationär                                                       | teilstationär: 9 bis 10 Plätze                                                                                  | Stadt und Landkreis CUX | Außenstelle Wichernstift |
| Klinikum Wilhelmshaven                                                              | Wilhelmshaven                | ambulant, teilstationär, vollstationäre Psychotherapie                        | | WHV und Landkreise FRI und WIT | |
| Auf Der Bult                                                                        | Hannover                     | teilstationär, vollstationäre Psychotherapie, Akutpsychiatrie                 | teilstationär: 12 Plätze vollstationär: 2× mindestens 16 Plätze, 1× unbekannt Krisenintervention: 12 Plätze     | Stadt Hannover, Stadt Langenhagen, Stadt Burgwedel, Gemeinde Isernhagen                                                                                              | |
| Tagesklinik und Institutsambulanz Celle                                             | Celle                        | ambulant, teilstationär                                                       | teilstationär: 12 Plätze                                                                                        | | |

Anmerkung: *bezieht sich auf die Platzanzahl der Haupt- und Außenstellen.
| Name                            | Ort       | Alter                 |
| ------------------------------- | --------- | --------------------- |
| Dietrich Bonhoeffer Klinik      | Oldenburg | 12 Jahre bis 18 Jahre |
| Teen Spirit Island Auf Der Bult | Hannover  |                       |